# Erin Island
Erin Island ist eine Insel im Lake Te Anau der Region Southland auf der Südinsel von Neuseeland.

## Geographie
Die Insel befindet sich im mittleren Teil des Lake Te Anau, direkt an der südlichen Seite des Eingangs zum Middle Fiord, einem nach Westen abgehenden Arms des Sees. Erin Island verfügt über eine Fläche von 66,9 Hektar bei einer Länge von 1,3 km in Nordwest-Südost-Richtung und einer maximale Breite von rund 735 m in Südwest-Nordost-Richtung. Sie liegt rund 300 m vom Ufer des Sees entfernt.
Östlich von Erin Island befindet sich in einer Entfernung von rund 325 m die größere Nachbarinsel Doubtful Island und nördlich und nordwestlich, zwei weitere, aber nicht näher bezeichneten 329 m und 288 m hohe Insel, von denen die nordwestliche fast doppelt so groß ist wie Erin Island
Die Insel ist gänzlich bewaldet.